# Patr00
Patr00 właściwie Patryk Antoniewicz (ur. 1980 w Sztumie) – kanadyjsko-polski producent muzyczny. Występował w kanadyjskim zespole hip-hopowym Ortega Cartel, którego był współzałożycielem. Do 2009 roku wraz z zespołem nagrał pięć wydawnictw Zakazany owoc (2004), Paskowy duel (2005), Podziemne disco (2006), Nic się nie dzieje (2007) oraz Lavorama (2009).
Współtworzy ponadto formację The Jonesz, kolektyw Lavoholics oraz duet z raperem Grubym Mielzkym.

## Wybrana dyskografia
| Random Note LP                      | - Data: 2005 - Wydawca: brak (nielegal)               | –  |
| Miejski patrol (oraz Gruby Mielzky) | - Data: 21 kwietnia 2015 - Wydawca: Szpadyzor Records | 21 |
| „–” album nie był notowany.         |                                                       |    |

Inne
| Album                         | Rok  | Uwagi                                                                         | Źródło |
| ----------------------------- | ---- | ----------------------------------------------------------------------------- | ------ |
| Aura – Indywidualnie          | 2005 | produkcja utworu „Impuls”                                                     | [ 9 ]  |
| Eskaubei – Znasz tego kota?   | 2006 | produkcja, miksowanie i mastering utworu „To Podkarpacie”                     | [ 10 ] |
| The Jonesz – Season One       | 2008 | członek zespołu; produkcja, miksowanie, realizacja nagrań                     | [ 11 ] |
| Proceente – Zupynalefkisplify | 2014 | produkcja utworów „Nadzieja”, „Lodówka”, „Drapieżniki szołbiznesu” i „Babcia” | [ 12 ] |

## Teledyski
| Tytuł                                                                  | Rok  | Reżyseria    | Album          | Źródło |
| ---------------------------------------------------------------------- | ---- | ------------ | -------------- | ------ |
| „D.A.C.H.” (oraz Gruby Mielzky; gościnnie: Frank Nino, Rymek, Dj Lolo) | 2014 | –            | Miejski patrol | [ 13 ] |
| „3” (oraz Gruby Mielzky)                                               | 2015 | Sixteen Pads | Miejski patrol | [ 14 ] |